# Radio Milano Libertà
Radio Milano Libertà era un'emittente radiofonica italiana del Partito Comunista Italiano che lavorava in Unione Sovietica nel quadro di un'attività radiofonica promossa dall'Internazionale Comunista dopo l'aggressione tedesca all'URSS del 22 giugno 1941: fu cosa diversa da Radio Mosca, la radio del governo sovietico, che pure aveva sue trasmissioni in lingua italiana. Le trasmissioni di Radio Milano-Libertà non risultarono come un'iniziativa del partito comunista, ma si presentarono come un'iniziativa, curata e preparata in Italia, di un gruppo di antifascisti che lavoravano unitariamente.